# KDDI総合研究所
株式会社KDDI総合研究所（ケイディーディーアイそうごうけんきゅうしょ、英: KDDI Research, Inc.）は、KDDI傘下の研究所である。

## 概要
元々は1953年（昭和28年）に国際電信電話（KDD）が設立された際に、当時の日本電信電話公社研究所から国際通信に関する部門を分離して発足した、KDDの「研究部」が前身。
埼玉県ふじみ野市にあった国際電気通信福岡受信所（国際電信の受信所）の跡地にある。
現法人は1998年（平成10年）にKDDの改組に伴い株式会社KDD研究所として子会社化されたもの。2000年（平成12年）に親会社のKDDが第二電電（DDI）と合併したことに伴い、2001年（平成13年）にDDI傘下の株式会社京セラDDI未来通信研究所（1996年（平成8年）設立）と合併し株式会社KDDI研究所となり、さらに出資比率の調整のためトヨタ自動車に対する第三者割当増資を行い、現在の陣容となった。
元々国際通信に関する研究から出発しているため、衛星通信や海底ケーブル等に関する研究に強みを持つ。
2016年（平成28年）10月1日付で、株式会社KDDI総研を吸収合併して、株式会社KDDI研究所から株式会社KDDI総合研究所に商号変更した。